# Petja Awramowa
Petja Cwetanowa Awramowa, bułg. Петя Цветанова Аврамова (ur. 29 maja 1963 we Wracy) – bułgarska inżynier, polityk i samorządowiec, parlamentarzystka, w latach 2018–2021 minister rozwoju regionalnego.

## Życiorys
Z wykształcenia inżynier, absolwentka Uniwersytetu Technicznego w Sofii. Do 2009 pracowała jako inżynier. W latach 2009–2011 pełniła funkcję wiceburmistrza Wracy, odpowiadając za sprawy organizacji, własności publicznej, budownictwa i ekologii. Następnie do 2013 była przewodniczącą rady miejskiej. W 2013 po raz pierwszy uzyskała mandat posłanki do Zgromadzenia Narodowego z ramienia ugrupowania GERB. Z powodzeniem ubiegała się o reelekcję w wyborach w 2014, 2017, kwietniu 2021, lipcu 2021, listopadzie 2021 oraz 2022.
We wrześniu 2018 dołączyła do trzeciego rządu Bojka Borisowa jako minister rozwoju regionalnego i robót publicznych. Urząd ten sprawowała do maja 2021.